# 安德森峰

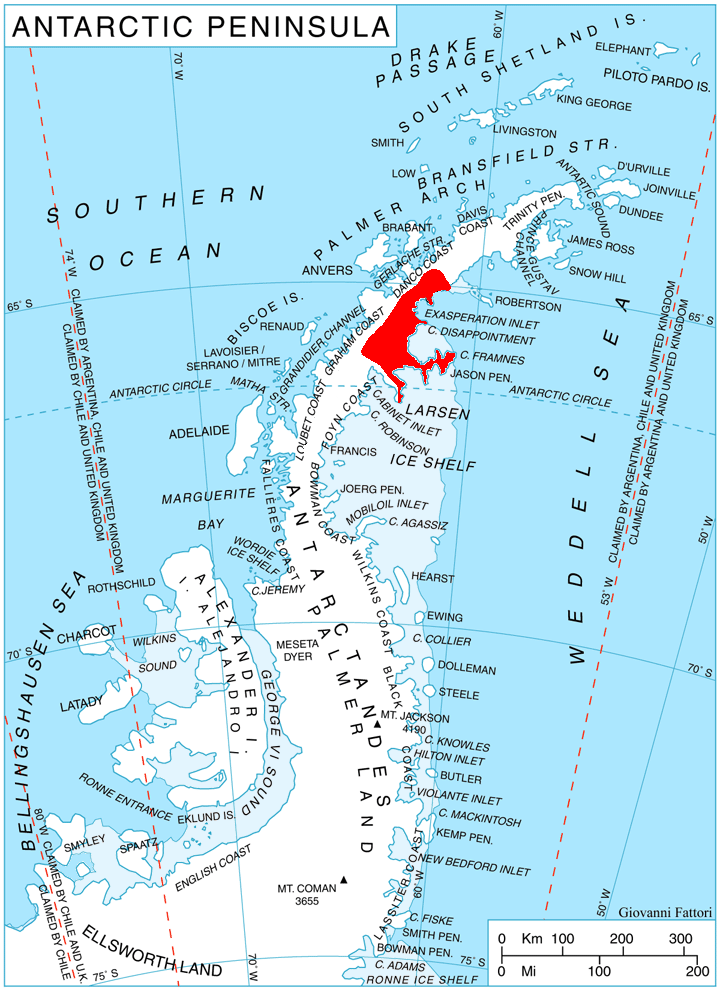

安德森峰（英語：Andersson Peak）是南極洲的山峰，位於葛拉漢地東岸，處於費爾韋瑟角以北17公里，海拔高度1,230米，在1947年由英國研究隊繪入地圖，現時由南極條約體系管理。